# Christian Paradis
Pour les articles homonymes, voir Paradis (homonymie).
Christian Paradis, né le 1er janvier 1974 à Thetford Mines, est un avocat et un homme politique québécois. Il a été député à la Chambre des communes du Canada de 2006 à 2015, représentant la circonscription de Mégantic—L'Érable sous la bannière du Parti conservateur du Canada.

## Biographie
Originaire de Thetford Mines, il est diplômé à l'Université de Sherbrooke  en droit civil et détient un diplôme de deuxième cycle en droit des sociétés de l'Université Laval. Il a fait son entrée au Barreau du Québec en 1997. Il est le fils de Pierre Paradis, également avocat.
Il préside la Chambre de commerce de l'Amiante en 2004 et 2005.
Christian Paradis est marié à Julie Roberge depuis juin 2000 et est père de trois enfants.
Son élection s'inscrit dans la percée de Stephen Harper au Québec en janvier 2006. Le 4 janvier 2007, il devient secrétaire d'État à l'agriculture. Le 25 juin 2008, deux ans seulement après son entrée en politique, il est promu au poste de ministre des Travaux publics et Services gouvernementaux en remplacement de Michael Fortier. En novembre 2008, il a été nommé ministre responsable de la région de Montréal et lieutenant politique au Québec en remplacement de Lawrence Cannon.
Le 18 mai 2011, il a été nommé ministre responsable de l'industrie en remplacement de Tony Clement et demeure lieutenant politique au Québec.
En juillet 2013, Christian Paradis devient ministre du Développement international et ministre responsable de la Francophonie.
Depuis janvier 2016, l'ex-ministre du gouvernement Harper occupe le poste de vice-président principal, développement stratégique des services de protection au Canada chez GardaWorld.

## En politique fédérale

### Député de Mégantic—L'Érable
Il est élu député de Mégantic—L'Érable le 23 janvier 2006, avec près de 50% des suffrages. Il se fera réélire en 2008 et 2011, en 2015 il décide de ne pas se représenter.
Il doit faire face en 2013 à l’accident ferroviaire de Lac-Mégantic, où un train de 72 de wagons-citernes déraille tuant 47 personnes. Il s’agit de la pire catastrophe ferroviaire du Canada impliquant des liquides inflammables.
Il supervise la reconstruction et la remise à niveau des infrastructures endommagées par l’accident, il annonce le déblocage à Lac-Mégantic en présence de Stephen Harper de 155 millions de dollars pour la décontamination de la ville.

### Secrétaire d’Etat à l’Agriculture
Christian Paradis est nommé secrétaire d’État chargé de l’Agriculture le 4 janvier 2007. Il hérite notamment du dossier de l’industrie porcine, en proie à des difficultés dû à de nombreuses maladies affectant les cheptels porcins au Canada : son ministère prend des mesures de soutien aux producteurs en annonçant une aide financière aux producteurs sur une période de 4 ans.
Sous son impulsion, le gouvernement Harper lance un programme de 1,5 milliard de dollars visant à appuyer la production de bio-carburants  par les agriculteurs.
Il joue également un rôle crucial pour la préservation du système de la gestion de l’offre lors de l’élaboration de la réglementation canadienne sur les fromages en 2007.

### Ministre des Travaux Publics et des Services gouvernementaux
Il devient Ministre des Travaux Publics et des Services gouvernementaux en remplacement de Michael Fortier le 25 juin 2008.

#### Retour de la Formule 1 à Montréal
Le 27 novembre il annonce le retour de la formule 1 au Canada, avec la reprise du Grand Prix du Canada à Montréal. Le Ministère des travaux publics contribue à hauteur de 5 millions de dollars annuels.

### Lieutenant politique du Québec et Ministre responsable de la région de Montréal
Il devient Lieutenant politique du Québec et Ministre responsable de la région de Montréal en novembre 2008 en remplacement de Lawrence Cannon.

#### Harmonisation des taxes de vente
L’un de ses principaux dossiers est le règlement sur l’harmonisation de la taxe de vente Canada-Québec avec la rétrocession au gouvernement du Québec de 2,2 milliards de dollars annuels de la part du gouvernement fédéral provenant de la Taxe sur les produits et services.

#### Campagne électorale de 2011
Il dirige la campagne électorale au Québec lors de Élections fédérales canadiennes de 2011; les conservateurs obtiennent 16,52% des suffrages et devancent le Parti Libéral au Québec mais obtiennent seulement 5 sièges sur 78, face à une forte poussée du NPD qui raflent 59 sièges.

### Ministre des Ressources naturelles
Il devient Ministre des ressources naturelles le 19 janvier 2010.

#### Gisement Old Harry
Il supervise l’accord avec Québec pour l’exploitation des hydrocarbures dans le St-Laurent -  En mars 2011, à titre de ministre des ressources naturelles, le Ministre Paradis en compagnie de la Ministre québécoise des Ressources Naturelles et de la Faune, Nathalie Normandeau annonçaient que les gouvernements du Canada et du Québec avaient conclu un accord historique au sujet de la mise en valeur des ressources pétrolières et gazières du gisement Old Harry dans le golfe du St-Laurent. Le différend entre Ottawa et Québec perdurait depuis plus d’une dizaine d’années,,.

### Ministre de l’Industrie
Le 18 mai 2011, il a été nommé ministre de l'industrie en remplacement de Tony Clement.

#### Télécommunications
En tant que ministre de l’industrie et donc responsable des télécommunications, le ministre Paradis a tenu tête à l’industrie des télécommunications en insistant sur la nécessité d’avoir quatre entreprises de télécommunications nationales afin de maintenir une compétition dans toutes les régions du pays. Il annonça en mars 2012 la levée des restrictions sur la propriété étrangère pour les plus petits joueurs du secteur des télécommunications sans fil puis, en mars 2013, il annonça la tenue de la vente aux enchères de fréquences de spectre qui fut organisée de façon que les enchères puissent permettre à la fois aux nouveaux venus et aux entreprises titulaires du sans-fil d'avoir accès aux fréquences du spectre,.

#### Industrie aérospatiale
Christian Paradis annonce en 2012 un plan de soutien à l’industrie aérospatiale canadienne, ayant pour but de maintenir l’innovation et de soutenir les exportations face à la concurrence mondiale, pour maintenir le Canada comme chef de file de l’industrie aérospatiale.

### Ministre du Développement International et de la Francophonie
Il est nommé Ministre du Développement International et de la Francophonie le 15 juillet 2013.
Il appuie la candidature de l’ancienne Gouverneure générale du Canada, Michaëlle Jean et soutient sa campagne victorieuse pour le poste de Secrétaire générale de l’Organisation Internationale de la Francophonie.
« Le 5 novembre 2014, à l’occasion d’une allocution présentée lors de l’assemblée générale annuelle du Réseau canadien sur la santé des mères, des nouveau-nés et des enfants, l’honorable Christian Paradis, ministre du Développement international et de la Francophonie, a lancé un appel de propositions destiné aux organisations canadiennes admissibles qui aidera le Canada à réaliser sa priorité absolue en matière de développement international : sauver la vie des femmes les plus vulnérables du monde et de leurs enfants.
Les fonds réservés aux initiatives découlant de l’appel de propositions visant à établir des partenariats pour renforcer la santé des mères, des nouveau-nés et des enfants sont de 370 millions de dollars, soit près de cinq fois plus que les ressources que le Canada a mises à la disposition de ses partenaires dans le cadre du Programme de partenariat sur l’Initiative de Muskoka. Ils serviront à financer des initiatives s’étalant sur une période pouvant atteindre cinq ans, qui contribueront à améliorer la santé des femmes et des enfants dans 40 pays en développement en Afrique, en Asie, en Amérique latine et au Moyen-Orient. Les initiatives seront axées sur le renforcement des réseaux de la santé, la réduction du fardeau des maladies, l’amélioration de la nutrition ainsi que la responsabilisation à l’égard des résultats ».

### Enquêtes et allégations
Il est l'un des 17 députés conservateurs pointés par Élection Canada pour son implication dans la fraude pancanadienne de ce parti concernant leurs dépenses électorales des élections de 2006 (34 000 $). Le Parti Conservateur a décidé de ne pas porter la cause devant la Cour suprême et a remboursé la somme de 230 198 $.
Le 3 juin 2010, la députée libérale Marlène Jennings, représentant la circonscription de Notre-Dame-de-Grâce—Lachine, avait écrit à la commissaire afin de lui demander d’enquêter sur les allégations à l’effet que le ministre Paradis ait profité de sa charge pour favoriser un projet d’installation de panneaux solaires sur des édifices du gouvernement du Canada, présenté formellement par Rahim Jaffer, ancien député membre du Parti Conservateur.
Le 22 mars 2012, Mary Dawson, Commissaire aux conflits d’intérêts et à l’éthique rendait public le rapport de son enquête. Tout en reconnaissant que M. Paradis avait accordé un traitement plus favorable que ce qu’il aurait accordé à d’autres dans des circonstances semblables, et s’était placé en situation de conflit d’intérêts au sens des articles 7 et 6(1) de la Loi sur les conflits d’intérêts, la commissaire notait en égard à l’article 9 de la Loi que rien n’indique que « M. Paradis a influencé ou tenté d’influencer l’issue de la rencontre entre Green Power Generation et Travaux publics, ni qu’il s’attendait à un résultat en particulier à la suite de la rencontre. Il n’a ni demandé qu’on lui fasse le compte-rendu après la rencontre, ni entamé les démarches pour en faire le suivi. » En décrivant le traitement, la commissaire notait aussi « que M. Paradis n’a accordé qu’un avantage procédural à M. Jaffer et à Green Power Generation Corporation ».
Le réseau CTV rapportait en mars 2012 qu'à l'automne 2009, alors qu'il était ministre des Travaux publics, "Christian Paradis avait séjourné au gîte de l’homme d’affaires Marcel Aubut" alors que ce dernier tentait à cette époque d'obtenir d'Ottawa du financement pour un nouvel amphithéâtre dans la ville de Québec. À la suite d'une demande du Parti libéral du Canada, la commissaire aux conflits d'intérêts et à l'éthique avait ouvert une enquête. Il était allégué que M. Paradis avait accepté de façon inappropriée un séjour de chasse en cadeau de la part de M. Aubut.
Le 7 août 2013, après avoir enquêté afin d’établir si M. Paradis avait contrevenu à la Loi en acceptant l’invitation, la commissaire aux conflits d'intérêts et à l'éthique concluait dans son rapport qu’il n’y avait eu aucune contravention à la Loi sur les conflits d’intérêts.
La Presse rapportait en février 2012 que le ministre Paradis était intervenu auprès d'une de ses collègues afin que le centre d'assurance emploi de Rimouski soit déménagé vers sa circonscription, dans les locaux d'un associé de sa famille dans le cadre de la réorganisation du traitement des demandes d'assurance emploi.
À la suite du reportage, le député de Rimouski-Neigette–Témiscouata–Les Basques, Guy Caron, s’était plaint auprès de la commissaire aux conflits d’intérêts et à l’éthique, et avait demandé à ce qu’une enquête soit ouverte concernant les allégations. 
Après avoir fait enquête relativement à la conduite du ministre Christian Paradis concernant ses interventions auprès de la ministre Diane Finley, alors ministre des Ressources humaines et du Développement des compétences, la commissaire aux conflits d’intérêts et à l’éthique concluait le 3 décembre 2013 que celui-ci n’a pas contrevenu aux articles 8 ou 9 du Code régissant les conflits d’intérêts des députés , et qu’à titre de ministre, il n’a pas non plus contrevenu au paragraphe 6(1) ou à l’article 9 de la Loi sur les conflits d’intérêts, le blanchissant ainsi des accusations de mauvaise conduite.

## Après la politique
Depuis janvier 2016, l'ex-ministre du gouvernement Harper occupe le poste de vice-président principal, développement stratégique des services de protection au Canada chez GardaWorld.
Il siège dans plusieurs conseils d’administration : Forum of Federations (en), Jeunesse Canada Monde, Macdonald–Laurier Institute (en) et Leomed Technologies.

## Distinctions honorifiques
- Membre du Conseil privé de la Reine pour le Canada (2007).
- Médaille du jubilé de diamant de la reine Élisabeth II (2012) remise par le Très Honorable David Lloyd Johnston.

## Résultats électoraux
|       | Candidat                    | Parti             | # de voix | % des voix |
|       | (sortant) Christian Paradis | Conservateur      | +21 931,  | 49,14 %    |
|       | Pierre Turcotte             | Bloc québécois    | +07 481,  | 16,76 %    |
|       | René Roy                    | Libéral           | +02 601,  | 5,83 %     |
|       | Cheryl Voisine              | NPD               | +11 716,  | 26,25 %    |
|       | Wyatt Tessari               | Vert              | +00655,   | 1,47 %     |
|       | Alain Bergeron              | Action canadienne | +00250,   | 0,56 %     |
| Total | Total                       | Total             | 44 634    | 100 %      |

|       | Candidat                    | Parti          | # de voix | % des voix |
|       | (sortant) Christian Paradis | Conservateur   | +20 697,  | 46,7 %     |
|       | Pierre Turcotte             | Bloc québécois | +12 283,  | 27,72 %    |
|       | Nicole Champagne            | Libéral        | +06 185,  | 13,96 %    |
|       | Bruno Vézina                | NPD            | +04 191,  | 9,46 %     |
|       | Jean-R. Guernon             | Vert           | +00959,   | 2,16 %     |
| Total | Total                       | Total          | 44 315    | 100 %      |

|       | Candidat          | Parti        | # de voix | % des voix |
|       | Christian Paradis | Conservateur | 23 550    | 49,86 %    |
| Total | Total             | Total        | 47 232    | 100 %      |